# Dartford (borough)
Pour l’article homonyme, voir Dartford.
Dartford est le nom donné à un district non-métropolitain et borough situé dans le nord-ouest du Kent, en Angleterre, il prend le nom de sa capitale administrative. La population du borough et enregistré lors du recensement de 2001 à 85 911 habitants.

## Liste des 8 paroisses constituant le district
- Bean
- Darenth
- Longfield and New Barn
- Southfleet
- Stone
- Sutton at Hone and Hawley
- Swanscombe and Greenhithe (ville)
- Wilmington